# Oscar Gustave Rejlander
Oskar Gustav Rejlander (asi 1813, Švédsko – 18. ledna 1875, Londýn, Velká Británie) byl britský prerafaelitský umělec švédského původu, průkopník umělecké fotografie a malíř. Byl tvůrcem sentimentálních žánrových inscenovaných fotografií a vynálezcem kompozitního tisku s použitím více negativů.
Narodil se ve Švédsku patrně roku 1813. Výtvarné vzdělání získal v Římě, kde kromě studia maloval portréty a kopíroval staré mistry. V roce 1841 odešel do Anglie. Začal fotografovat nejprve za účelem pořízení skic pro své obrazy, studijní lekce kalotypie mu dával nizozemský fotograf Nicolaas Henneman, který pracoval jako asistent průkopníka fotografie Williama Foxe Talbota. Později si však Rejlander otevřel fotoateliér vlastní a vydělával si portrétováním. V polovině padesátých let také učil fotografovat Lewise Carrolla. Roku 1854 začal Rejlander experimentovat se skládáním obrazů z více negativů. První fotomontáž ze 3 snímků vystavoval v prosinci 1855. Následujícího roku byl zvolen členem londýnské Královské fotografické společnosti. V roce 1857 vystavil Rejlander v Manchesteru na výstavě soudobého umění alegorickou fotomontáž Dva způsoby života. Snímek o rozměrech 40 × 80 centimetrů se skládal ze 30 záběrů. 25 modelů znázorňuje na jedné polovině ctnosti a na druhé zábavu a neřesti. Fotografie vyvolala pohoršení i nadšení. Uznání se autorovi dostalo od královny Viktorie, která fotografii zakoupila pro prince Alberta. Vzhledem k nákladnosti alegorických fotomontáží a neporozumění ze strany veřejnosti se Rejlander časem vrátil k portrétní fotografii, která jej nicméně nedokázala materiálně zajistit. V roce 1862, ve svých devětačtyřiceti letech, se Rejlander oženil s jednou ze svých modelek, Mary Bullovou, která byla o dvacet čtyři let mladší.
Po smrti vikomtesy Clementiny Hawardenové napsal nekrolog zveřejněný 27. ledna 1865 v časopise British Journal of Photography. Asi v polovině 60. let se věnoval cyklu dětí bez domova Děti z ulice. Snímky vypadají jako sociální dokument z ulice, ale většinou se jedná a pečlivě aranžované a retušované snímky z ateliéru. Rejlander spolupracoval s Charlesem Darwinem, pro jehož publikaci Výraz emocí u člověka a u zvířat, která vyšla v roce 1872, pořídil 28 fotografií. Byl výborným kreslířem, fotografie nazvětšoval, nýbrž překreslil křídou, opět nafotografoval a nechal otisknout v Darwinově knize.
V roce 1871 začalo Rejlanderovo zdraví selhávat (pravděpodobně kvůli chronické nefritidě, možná kvůli cukrovce). Dne 18. ledna 1875 zemřel v chudobě. Edinburská fotografická společnost shromáždila peníze pro jeho vdovu Mary Bullovou a pomohla založit pamětní fond.

## Začátek kreativity

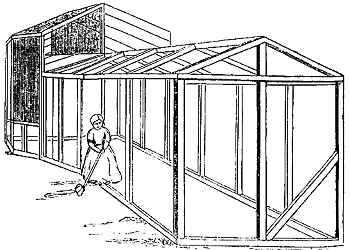
Rejlanderův londýnský ateliér – skleněné studio na dřevěných a železných rámech připomínající skleník (kresba z roku 1862/1863)

Oskar Gustav Rejlander se narodil patrně ve Švédsku v roce 1813. Datum ani místo nicméně nejsou doloženy; datum je odvozeno z jeho úmrtního listu. Rejlander měl sklon k mystifikaci a podobně jako o některých dalších věcech, i o místu a datu svého narození šířil různé zvěsti. Jeho otec Carl Gustav Rejlander byl povoláním specialista na řezání kamene, ale dosáhl hodnosti důstojníka švédské armády.
Rejlander studoval malbu ve Švédsku a později v Itálii. Získal určitou prestiž jako portrétista a litograf a vytvářel kopie starých mistrovských obrazů na prodej. Předpokládá se, že navštívil Španělsko a po návratu do Itálie se setkal s mladou Angličankou, jejíž blízký vztah mu umožnil počítat s přesunem do Spojeného království. Kolem roku 1841 se usadil v Anglii. Zde studoval malbu, od roku 1848 pravidelně prezentoval své obrazy na výstavě Královské akademie umění. Původně žil v Lincolnu v hrabství Lincolnshire, od roku 1846 ve Wolverhamptonu a od roku 1862 v Londýně.
O svém seznámení s fotografií Rejlander napsal: „V roce 1852 jsem byl v Římě a viděl jsem fotografie s Apollónem, Venuší atd., koupil jsem je a studoval. Byl jsem rád, že jsem mohl poměřit relativní proporce antických postav v originále a na ploché kopii. Bylo to mé první vědomé seznámení s výsledky fotografie.“ V roce 1853 si Rejlander objednal jedinou lekci kalotypie a kolodiového tisku od londýnského fotografa Nicholase Hennemana, která podle něj trvala jen tři a půl hodiny, protože Rejlander spěchal, aby stihl vlak. Později se snažil nedostatky ve studiu kompenzovat experimenty. Fotograf napsal: „Ušetřil bych si rok i více, kdybych považoval za nutné alespoň měsíc pečlivě studovat základy fotografie“. Rejlanderův přítel William Park, majitel knihkupectví a spolumajitel novin Wolverhampton Chronicle, mu finančně pomáhal, zásoboval zákazníky a pravidelně publikoval články o jeho práci ve svých novinách. V těchto novinách se 15. listopadu 1854 objevil článek „Vylepšení kalotypie provedené panem O. G. Rejlanderem z Wolverhamptonu“, z něhož vyplynulo, že Rejlander experimentoval s několika negativy a osvětlením. Zpočátku používal kompozitní tisk ne jako uměleckou, ale jako čistě technickou metodu, aby kompenzoval nedostatky mokrého kolodiového procesu (hlavní z nich byla potřeba zpracovat obraz v krátkém čase, dokud jeho povlak nestihl zcela uschnout).

## První zkušenost sfotomontáží

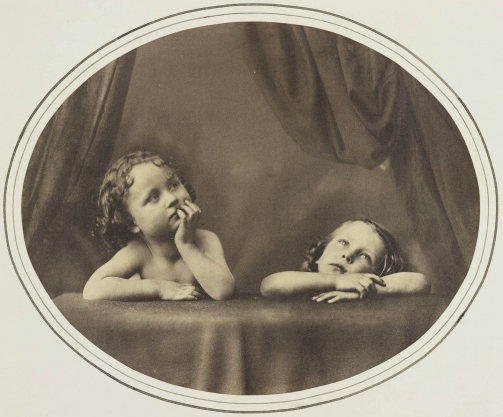
Oscar Gustav Rejlander: Dva andělé (na základě Raffaelova obrazu), 1857

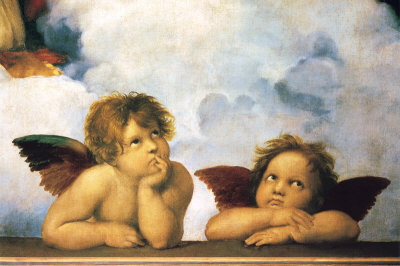
Dva putti na obraze od Raffaela

První pokus o kombinovaný tisk, Skupinový portrét ze tří negativů z roku 1855, byl podle Rejlandera vynuceným rozhodnutím. Fotograf nebyl schopen zajistit, aby byly všechny tři postavy na skupinovém portrétu zaostřeny současně, a tak zvolil nafocení tří negativů a jejich následné spojení do jednoho tisku. Nápad na sestřih vzešel Rejlanderovy mrzutosti nad tím, že nedokázal jasně vyfotografovat pána stojícího za pohovkou, kde seděly obě dámy. Od dam nestál daleko, ale pokaždé se jeho postava na celkovém obrázku ukázala jako rozmazaná. Impulsem k realizování „umělecké“ fotografie byl spor s výtvarným kolegou. Oponent tvrdil, že fotografie by nikdy nemohla vytvořit něco jako Raffaelova mistrovská díla, a Rejlander odpověděl, že fotografickou „rekonstrukci“ Sixtinské Madony může vytvořit sám. Není známo, zda Rejlander tento experiment dokončil, ale v Královské sbírce se dochovala jeho „studie“ – fotografie dvou dětí napodobujících anděly u nohou Raffaelovy Madony. Soudě podle muzeem udávaného roku vzniku (1857) se může jednat o pozdější autorskou kopii na objednávku prince Alberta. Rejlander nebyl jediným fotografem, který se pokusil komercializovat téma andělů: o deset let později byla vydána série podobných děl Julie Cameronové.
Rejlanderovy fotografie byly k vidění již v polovině 50. let v Londýně. Skupinový portrét ze tří negativů byl představen na výstavě v Londýně v prosinci 1855. V roce 1855 Rejlander vystavoval své fotografie na Světové výstavě v Paříži a byl oceněn bronzovou medailí. V roce 1856 královna Viktorie a princ Albert při návštěvě Fotografické společnosti v Londýně pověřili Rejlandera, aby vytiskl alespoň osm svých oblíbených fotografií. Krátce nato vstoupil do Královské fotografické společnosti, a v dubnu 1857 byl poprvé přijat princem Albertem v Buckinghamském paláci. Albert byl Rejlanderovým patronem po zbytek jeho života a jeho nejbližšími přáteli byli Charles Darwin a Lewis Carroll (který byl sám amatérským fotografem). Novinářští kritici Rejlanderovy „umělecké experimenty“ neschvalovali, a tak se soustředil na vytvoření mistrovského díla, které by jeho přístup mohlo ospravedlnit v očích veřejnosti. Skutečná, vysoce profilovaná a skandální sláva přišla Rejlanderovi během výstavy Art Treasures Exhibition v Manchesteru 1857, kde vystavil jedno ze svých stěžejních děl Dva způsoby života.

## Dva způsoby života
Fotograf vnímal tuto kompozici jako své celoživotní dílo a obdařil ji důležitým posláním v dějinách fotografie. Sám o ní napsal:
Zaprvé musela odolat rivalitě se zahraničními exponáty reprezentovanými na výstavě. Za druhé jsem chtěl umělcům ukázat, jak užitečná může být fotografie jako pomůcka při malbě, a to nejen z hlediska detailů, ale také při přípravě dokonalé skici, která vám umožní zhodnotit celkový efekt, než přistoupíte k realizaci obrazu. Zatřetí jsem chtěl demonstrovat flexibilitu fotografie a šíři jejích možností pomocí nahých a zahalených postav, jasně vytvarovaných světlem a téměř mizejících ve stínu. Nakonec jsem chtěl dokázat, že moje metoda neomezuje umělce na jeden jediný plán, umožňuje umístit postavy a předměty na libovolnou vzdálenost a zároveň pozorovat míru odlišnosti odpovídající vzdálenosti.
Oscar Gustave Rejlander, 1857

### Práce na fotografii

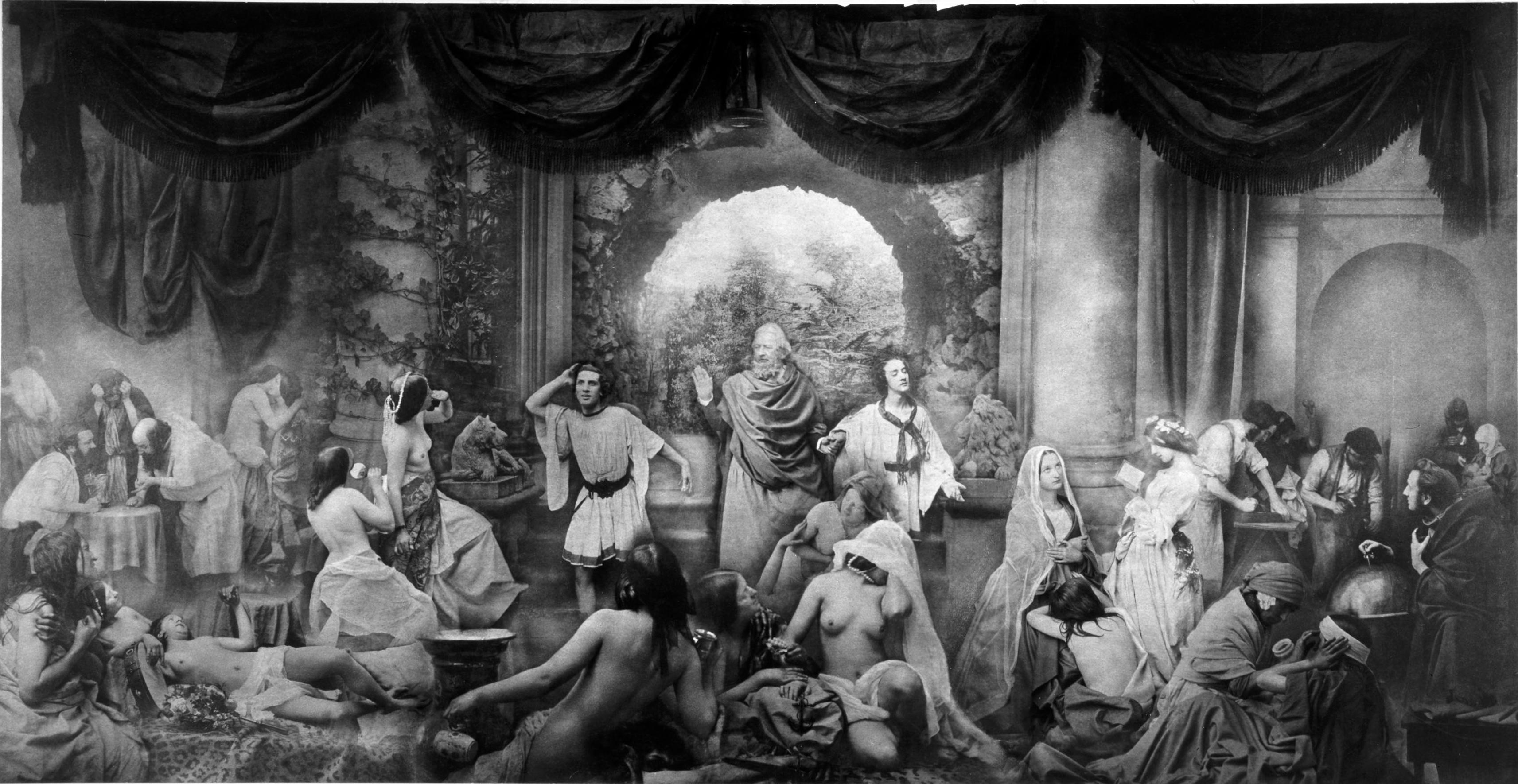
alt = černobílá fotografie, vícefigurální fotografický obraz. V centru luxusního interiéru je Filosof, který přivedl na hostinu dva mladé lidi, kteří si vybírají svou životní cestu. Na levé straně diváka jsou postavy zosobňující neřesti, na pravé straně – postavy ctností. Každý z mladíků si volí svou vlastní cestu.

Rejlander a jeho manželka vytvořili tento alegorický, vícefigurální fotografický obraz akademickým způsobem za šest týdnů. Na tehdejší dobu se vyznačoval obrovským formátem 80 × 40 centimetrů. Před fotografickou kameru nemohli postavit všechny modely a vyfotografovat „živý obraz“: fotografické materiály 19. století vyžadovaly dlouhou expozici. Fotografové se v roce 1857 naučili zacházet s „pohybovou neostrostí“ v portrétech, ale ne ve vícefigurových kompozicích. Jeden z fotomodelů by se mohl pohnout, čímž by se pokazil celý rám. Rejlander se proto vydal cestou montáže, sestavil „plátno“ z dvaatřiceti studiových záběrů (některé monografie uvádějí záběrů třicet). Každý z negativů se stal jedním ze základních prvků celkového pozitivního tisku (byl tvořen dvěma listy, protože Rejlander nesehnal fotografický papír požadované šířky). Tisk byl prováděn za denního světla a doba expozice každého obrázku dosáhla dvou hodin. Nejprve vytiskl postavy v popředí, poté postavy v pozadí, přičemž prováděl složité výpočty, aby mezi nimi stanovil proporce.
Do dubna 1857 Rejlander vytvořil dva výtisky fotografie, z nichž jeden předložil princi Albertovi v Buckinghamském paláci. Poté byla fotografie vystavena v Manchesteru na výstavě uměleckých pokladů, která se konala pod patronací prince manžela. Po výstavě v Manchesteru byla další kopie obrazu vystavena v muzeu v South Kensingtonu (dnes Victoria and Albert Museum). Manchesterská výstava poprvé představila společně díla malířů (právě jim Rejlander věnoval svou fotografickou kompozici) a uměleckých fotografů. Na této výstavě Rejlander představil pouze jedno ze svých děl – a to Dva způsoby života (anglicky: Two Ways of Life). Pro postavu mudrce fotografoval Rejlander sám sebe a jako další modely si najal potulný soubor herců-interpretů „živých obrazů“. Herec John Colman – blízký přítel samotného fotografa – mu pózoval pro postavu hráče karet.
Závěs rámující horní stranu „plátna“ je ubrus z Rejlanderova domu, vyvolaný kontaktním tiskem. Celkem Rejlander vyrobil pět autorských replik fotografie Dva způsoby života, z nichž se do současnosti dochovala pouze jedna. Jeden výtisk zakoupila královna Viktorie, další byl vystaven na výstavě v Birminghamu, třetí byl určen pro skotského fyzika Davida Brewstera, čtvrtý byl pro jistého pána z londýnské čtvrti Stretham a pátý byl vystaven v roce 1925 v Královské fotografické společnosti, a je to právě ten, který je považován za jediný dodnes dochovaný. Pozdější pozitivy, které nedělal Rejlander, ale jiní autoři, mají však významnou uměleckou a historickou hodnotu. Metropolitní muzeum umění má fotografii vytištěnou z původního negativu ve 20. letech 20. století. Rejlanderova vdova na konci devatenáctého století poskytla Královské fotografické společnosti jeho díla včetně negativů. Tuto fotografii vytiskl dlouho poté John Dudley Johnston, prezident a kurátor společnosti. Kopie fotografie pořízená Robertem Crawshayem v roce 1872 je uložena ve Victoria and Albert Museu v Londýně.)

### Syžet fotografie
V centru luxusního interiéru je Filosof (neboli otec), který přivedl na hostinu dva mladé lidi, kteří si vybírají svou životní cestu. Na levé straně diváka jsou postavy zosobňující neřesti, na pravé straně postavy ctností. Každý z mladíků si volí svou vlastní cestu. V popředí, hned napravo od středu, je nahá alegorie Pokání, historik fotografie Mike Weaver v této postavě vidí Marii Magdalenu. Studium přípravných studií však podle některých badatelů ukazuje, že morálka Rejlanderovy kompozice by mohla být odlišná a ne zcela ortodoxní a jednoznačná.
Současníci srovnávali skladbu fotografie Dva způsoby života s obrazem Římané v době úpadku, který vytvořil o deset let dříve Thomas Couture, ale historici umění se domnívají, že tito dva umělci měli různé zdroje inspirace: Couture se inspiroval dílem Hostina v domě Leviho od Paola Veronese, kdežto Rejlander se inspiroval obrazem Athénská škola od Raffaela Santiho. Coutureho Římané byl gigantický (773 × 466 centimetrů) obraz, Rejlanderův Dva způsoby života byla mnohem menší fotomontáž.

### Hodnocení fotografie veřejností a kritika

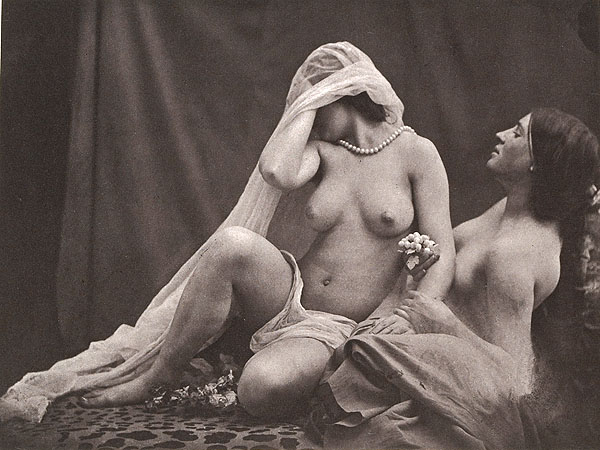
alt = černobílá fotografie dvou polonahých žen, zahalené závojem. Jedna si podpírá nešťastně rukou hlavu, druhá na ni hledí a drží ji za ruku.

Rejlander poprvé v historii Anglie na fotografii Dva způsoby života představil veřejnosti realistické fotografické obrazy nahého těla (někdy je proto také označován za zakladatele samotného žánru aktů). Na výstavě v Manchesteru byli někteří návštěvníci pobouřeni „obscénností“ fotografií, ale námitky brzy utichly poté, co vyšlo najevo, že fotografii Dva způsoby života koupila sama královna Viktorie jako dárek svému manželovi princi Albertovi za 10 guineí.
Po Manchesteru Rejlander s velkým úspěchem vystavoval obraz v Londýně a Birminghamu. Kritik z londýnského Photographic Notes popisuje fotografii jako „velkolepou... rozhodně nejlepší fotografii své třídy, jaká kdy byla vyrobena...“ V méně liberálním Skotsku bylo veřejné vystavování fotografie Dva způsoby života zakázáno a poté povoleno, ale pouze ve vztahu k její „ctnostné stránce“. Toto rozhodnutí padlo po bouřlivé debatě, významná část členů na protest Skotskou fotografickou společnost opustila a v roce 1861 tito členové založili Edinburskou fotografickou společnost. Levá strana s nahými postavami byla před divákem skryta závěsem. Organizátoři výstavy se domnívali, že Rejlander jako levné modelky využíval prostitutky. Fotograf Thomas Sutton napsal v časopisu British Journal of Photography dne 16. února 1863: „Přítomnost takových uměleckých děl jako Ettyho Koupající se ženy překvapené labutí nebo Paridův soud jsou na výstavě zcela vhodná, ale není vhodné umožnit veřejnosti spatřit fotografie nahých prostitutek – ve vší tělesné autentičnosti a do nejmenších detailů“. Odsuzování „fotografování prostitutek“ pokračovalo i v 60. letech 19. století, ale mnohem těžší byla pro Rejlandera obvinění z falše a vykonstruované výroby, zrady samotného smyslu zachycení reality.
V dubnu 1858 měl Rejlander přednášku na schůzi Královské fotografické společnosti v Londýně, kde vysvětloval fotografii Dva způsoby života. Podrobně popsal proces jeho vzniku účastník přednášky Henry Peach Robinson, který napsal:
S ušlechtilým úmyslem být užitečný fotografům a sloužit věci umění, bohužel popsal svou metodu, kterou snímek vznikl, i drobné triky, ke kterým se musel uchýlit: jak v hledání klasické architektury pro zázemí donutil spokojit se s malým sloupovím v zahradě svého přítele musely kousky drapérie sehrát roli nesmírné opony... Sám tak dal šikovným kritikům klíč, který potřebovali, a inspiroval dušičky, aby prohlásily, že obraz je jen věc vytvořená z útržků a záplat. Je přece mnohem snazší nazvat obraz kombinací záplat, než pochopit vnitřní význam tak velkolepého obrazu, jakým je toto Reylanderovo mistrovské dílo!
Henry Peach Robinson, 1858
Poté, co Rejlander zažil nejen pozornost veřejnosti, ale i veřejnou kritiku, ztratil o výstavy zájem. V lednu 1859 napsal: „Už jsem unavený fotografováním pro veřejnost, zvláště kombinované fotografie, protože to nepřináší zisk ani slávu, jen prázdné spory a obvinění. Příští výstava nechť jsou jen břečťanem porostlé ruiny, krajiny a portréty, a to je vše.“ Veřejnost i jednotliví kritici umění pokračovali v kritice fotografie Dva způsoby života po mnoho desetiletí. Rejlanderovi je ale třeba přiznat uznání za to, že vyvinul tuto nemorální [sic] metodu do nejvyššího bodu, ke kterému se nikdo z jeho následovníků nemohl ani přiblížit. Rejlanderova první fotomontáž Skupinový portrét ze tří negativů byla vystavena ve Wolverhamptonu již v prosinci 1855.
Umělecký kritik Minor White zaznamenal v roce 1954 Rejlanderovu slabost jako režiséra. Domníval se, že v roce 1857 Rejlander ještě nezískal zkušenosti s kompozicí a prací s živými modely: jejich mimika je nepřirozená, je cizí klasické kompozici a tématu obrazu a technická nedokonalost spojů mezi postavami prozrazuje „tajemství“ fotografa. V tomto smyslu je podle kritika fotografie Dva způsoby života „nejvýraznějším selháním“ fotografa.

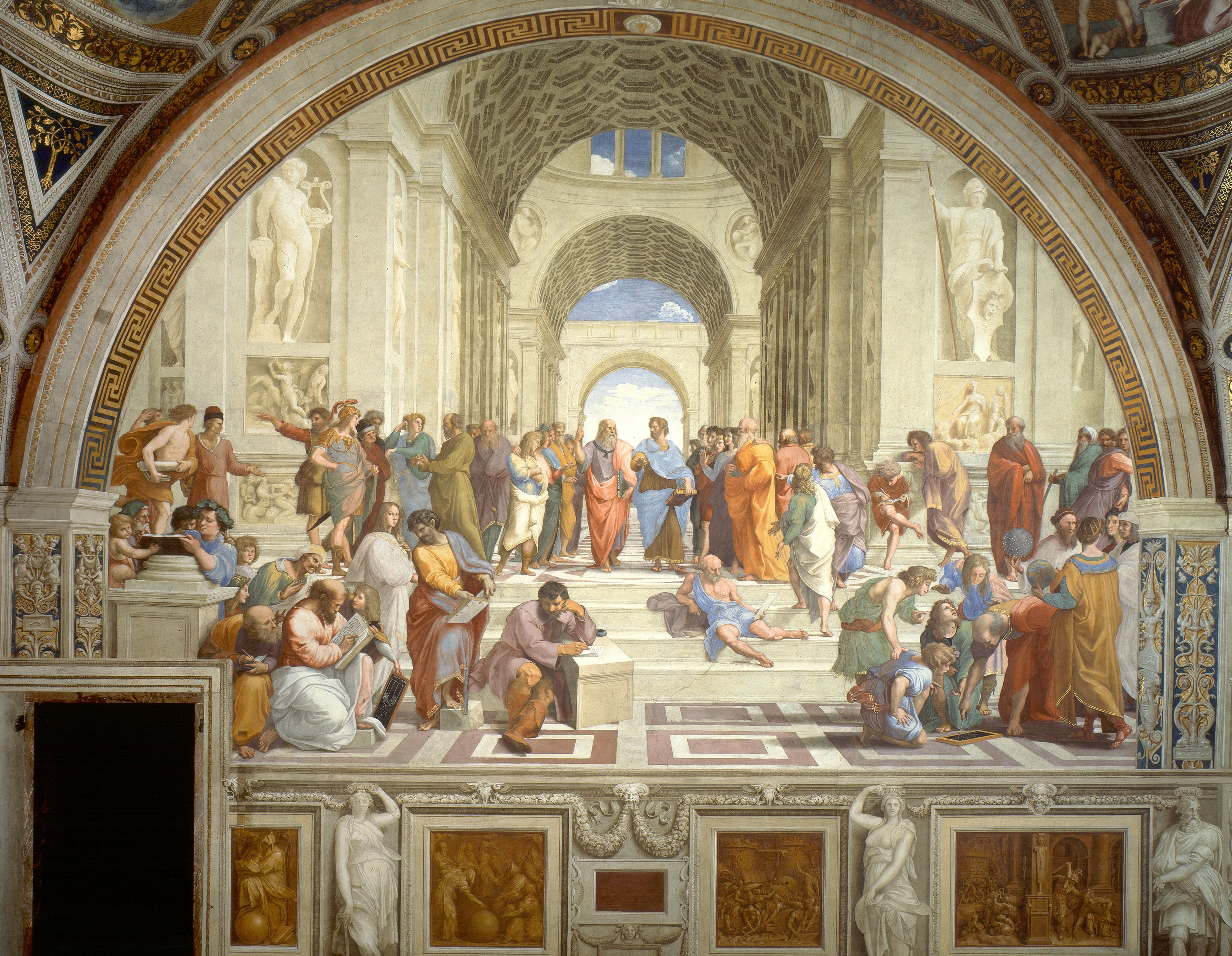
Raffael Santi: Athénská škola byla zdrojem inspirace pro fotografa v letech 1509–1510
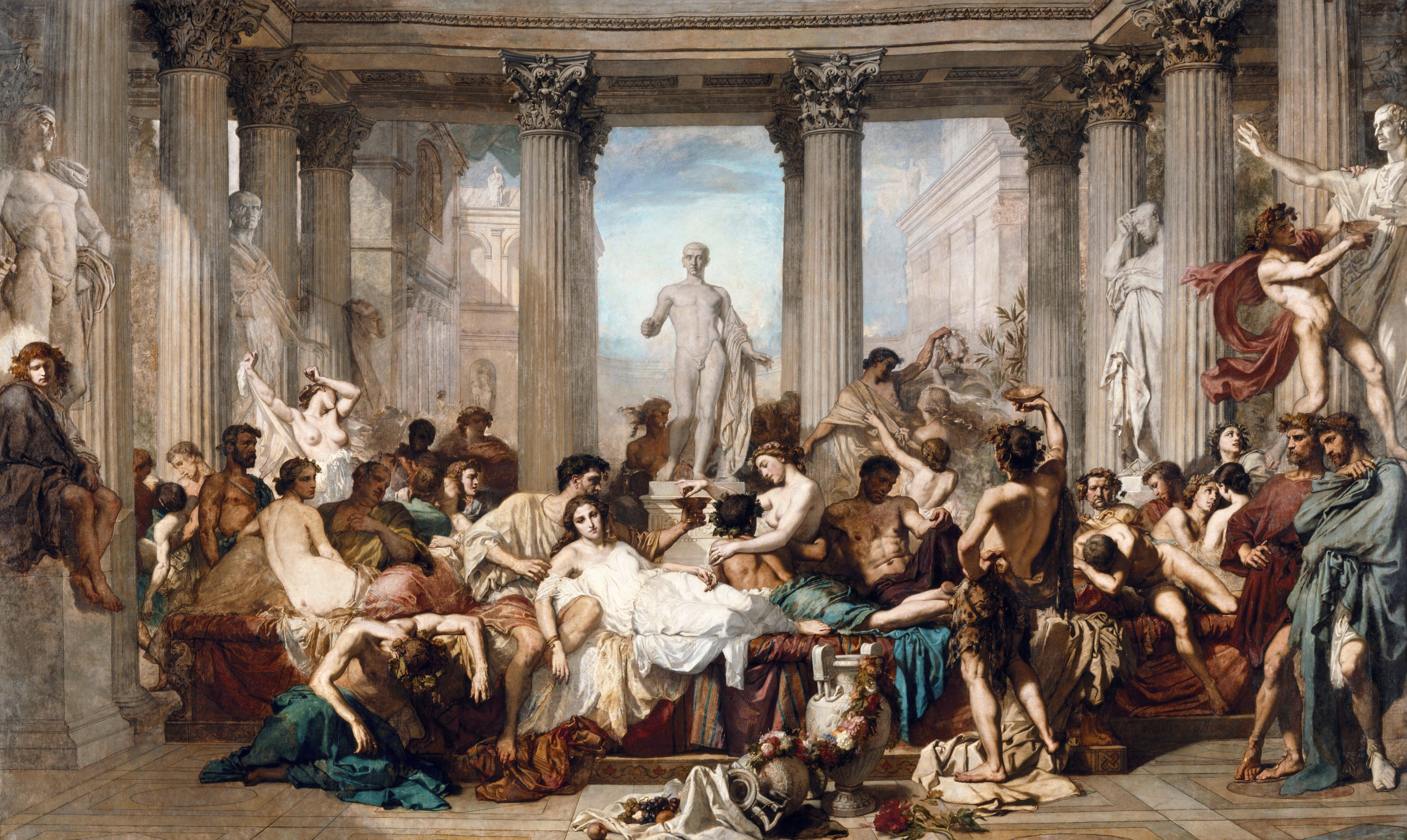
Thomas Couture: Římané v době úpadku (1847)
Paola Veroneseho: Hostina v domě Leviho (původně Poslední večeře Páně namalovaná 1573; dnes Gallerie dell'Accademia, Benátky)

## Děti z ulice(1859–1871)

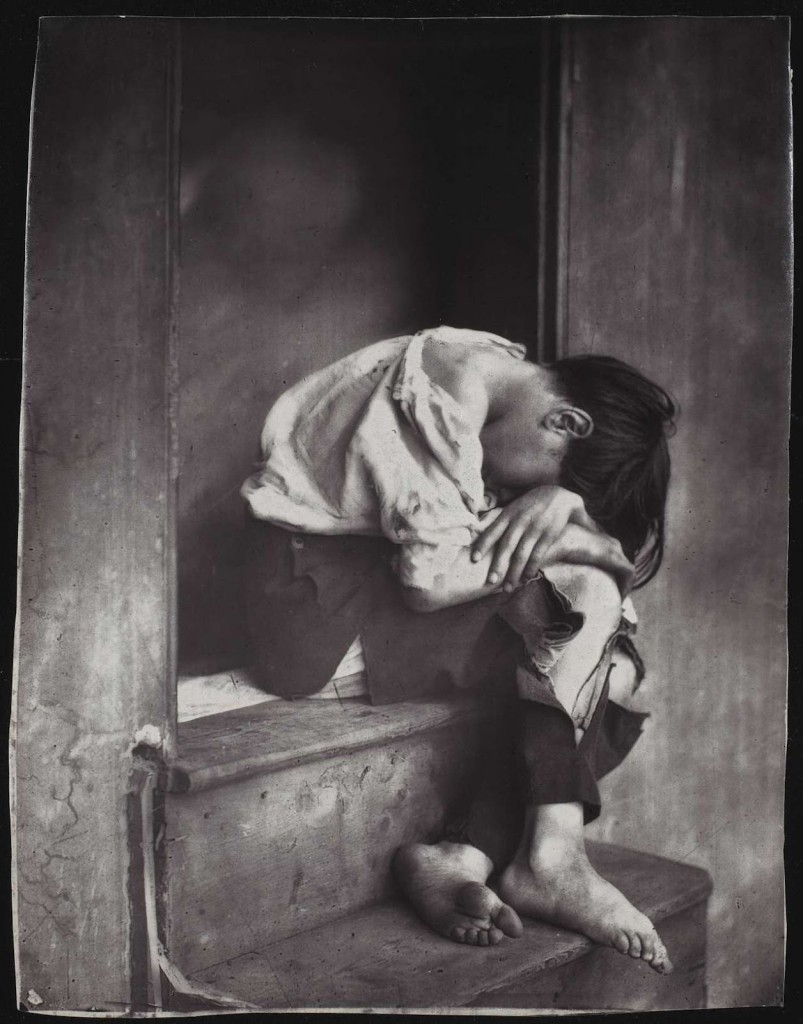
Oscar Gustav Rejlander: Nešťastný Joe, druhá verze, z cyklu Děti z ulice, 1861

Rejlander opustil inscenované fotomontáže a zaměřil se na žánrovou fotografii. Obvykle je lze rozdělit do dvou kategorií: zápletky ze života středních vrstev a zápletky ze života městské, proletářské chudiny. Stálým tématem Rejlanderovy tvorby byli chlapci z londýnských ulic: děti bez domova, otrhanci, žebráci, flašinetáři, prodavači novin a čističi bot poskládané do cyklu Děti z ulice. Z tohoto cyklu se dochovalo 15 fotografií. Ta první z nich byla pořízena v roce 1859 ve Wolverhamptonu, všechny další byly nasnímány v Londýně, kam se Rejlander v roce 1862 přestěhoval. Nepřímé důkazy naznačují, že poslední fotografie cyklu pochází z roku 1871. Nejznámějším dílem cyklu byl Nešťastný Joe, poprvé veřejně vystaven v roce 1861. Rejlander nikdy nevysvětlil, proč si vybral toto téma. Podle Stephanie Spencerové, která psala jeho životopis, byly nejzřejmějšími důvody „malebnost“ syžetu a skutečnost, že Rejlander považoval obraz pouličních bezdomovců za „typicky britský“, a proto mohl počítat s komerčním úspěchem u londýnské veřejnosti. Dalším důvodem bylo, že snímky dětí ulice snadno zapadly do Rejlanderovy pohodové, vtipné interpretace každodenních příběhů. Komerčně úspěšná fotografie musela podle jeho názoru „vyvolat zájem, upoutat pozornost“.
Divák 21. století může fotografie bezdomovců zaměnit za dokumentární pouliční záběry, ale ve skutečnosti byly všechny pořízeny v Rejlanderově ateliéru. Hledal scény z každodenního života na ulici a poté je reprodukoval ve studiu, které se nacházelo na adrese Malden Road 129. Na některých záběrech (včetně dvojitého autoportrétu samotného Rejlandera) se opakuje stejný kus ateliérových rekvizit – dřevěné schůdky. Statické pózy, až na vzácné výjimky, svědčí o tehdejších technických omezeních: i v ostrém světle vyžadovalo fotografování dlouhou expozici. Oblázek vyhozený do vzduchu na fotografii hrajících si dětí je ve skutečnosti zásah do obrazu. Ateliér měl tvar kužele, ve kterém byla v úzké části instalována fotografická kamera a na širokém konci byly umístěny sedící osoby. Kamera byla ve stínu, díky čemuž jí modely věnovaly méně pozornosti.
Rejlander si v Londýně vytvořil skleněné studio na dřevěných a železných rámech. Tento „skleník“ postavený ve dvoře byl 10 metrů dlouhý a 3 až 2 metry široký. Kombinací průhledného skla a různých závěsů a zástěn volil Rejlander správnou rovnováhu přímého a rozptýleného světla. Kromě série Pouličních záběrů a jednotlivých snímků jako například Mlékařka, Prodavač zápalek nebo Kamelot, vzniklo v ateliéru mnoho dalších slavných děl fotografa. Pózovat sem přijel například anglický básník Alfred Tennyson (další snímky byly pořízeny v Tennysonově sídle na ostrově Wight v roce 1863) nebo spisovatel a fotograf Lewis Carroll, který se stal Rejlanderovým přítelem. Carroll sbíral Rejlanderovi fotografie dětí a dopisovali si spolu o technických otázkách fotografie. V roce 1863 Rejlander dokonce vytvořil Carrollův portrét. Carroll si po vzoru Rejlanderova skleněného studia založil své vlastní.

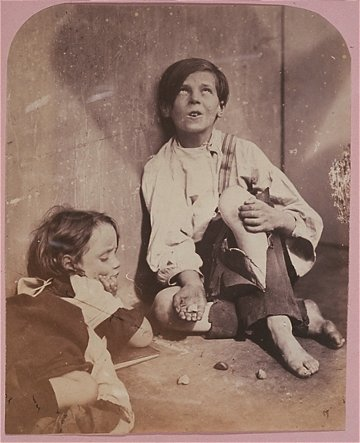
Oscar Gustav Rejlander: Pouliční záběr, 1860, titulní fotografie série Děti z ulice
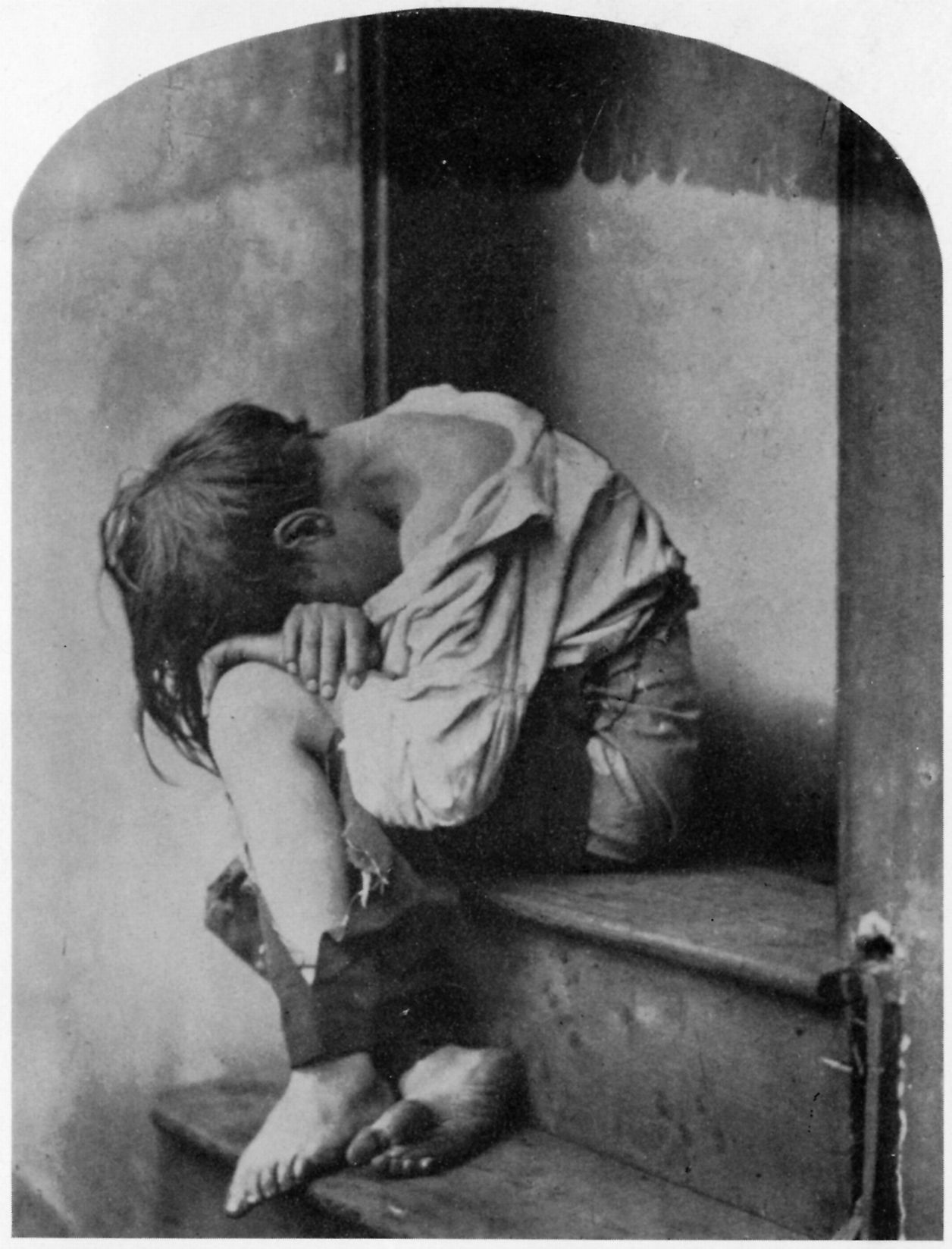
Oscar Gustav Rejlander: Nešťastný Joe, první verze, z cyklu Děti z ulice, asi 1860
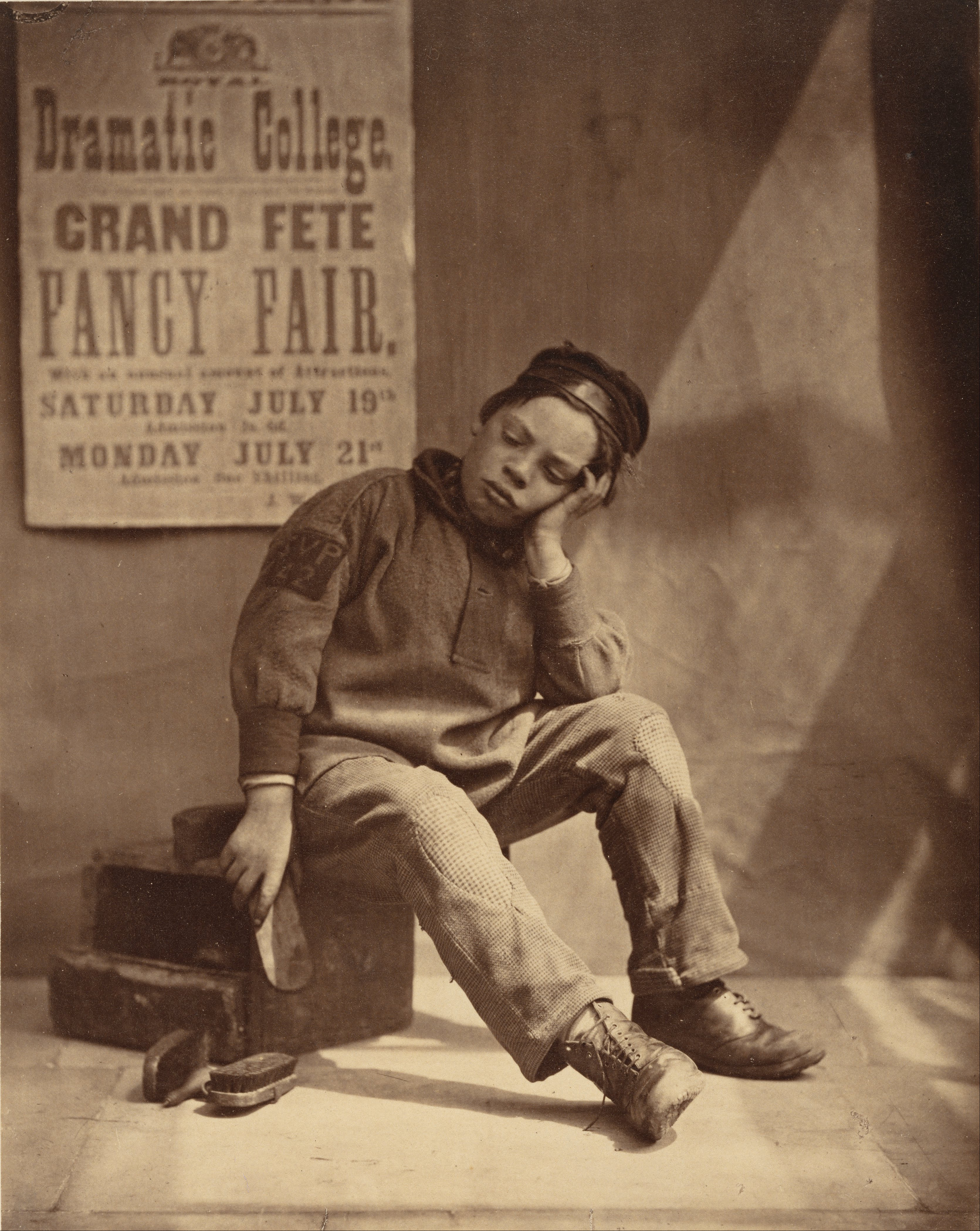
Oscar Gustav Rejlander: Dnes nebude pršet, z cyklu Děti z ulice
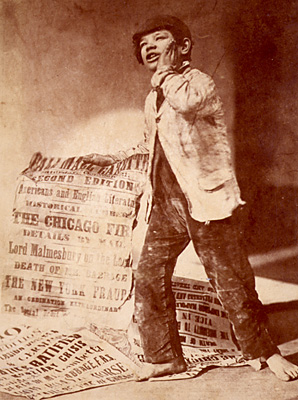
Oscar Gustav Rejlander: Kamelot; chlapec prodává noviny Pall Mall Gazette, z cyklu Děti z ulice, 1871

## Poslední roky života
Na přelomu 60. a 70. let Rejlander spolupracoval s Charlesem Darwinem, pro jehož publikaci The Expression of the Emotions in Man and Animals (Výraz emocí u člověka a u zvířat) v roce 1871 pořídil 28 fotografií (pózoval také pro pět fotografických ilustrací). Gestikulace osob na těchto fotografií je v tradici viktoriánského divadla přehnaná. Darwinova kniha nezaznamenala komerční úspěch, ale Duševní utrpení, fotografie smutného plačícího dítěte, mu přinesla objednávky na 60 000 výtisků a 250 000 vizitek. Některé další fotografie získali viktoriánští umělci, mezi nimi nizozemský malíř Lawrence Alma-Tadema. Rejlander předal svou techniku výroby fotografických montáží dalším autorům, mezi něž patřil například budoucí klasik britské fotografie Henry Peach Robinson. Kdysi výnosný byznys – replikace reprodukcí oblíbených fotopříběhů na prodej – už na sklonku jeho života nepřinášel obživu. Proto se Rejlander vrátil k malbě.
V roce 1871 začalo Rejlanderovo zdraví selhávat (pravděpodobně kvůli chronické nefritidě, možná kvůli cukrovce). Dne 18. ledna 1875 zemřel v chudobě. Edinburská fotografická společnost shromáždila peníze pro vdovu a pomohla založit pamětní fond.

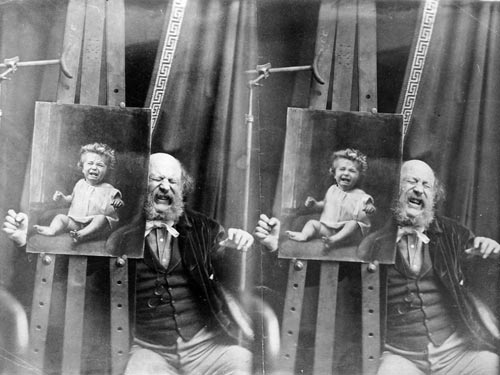
Rejlander, dvojitý autoportrét, 1872
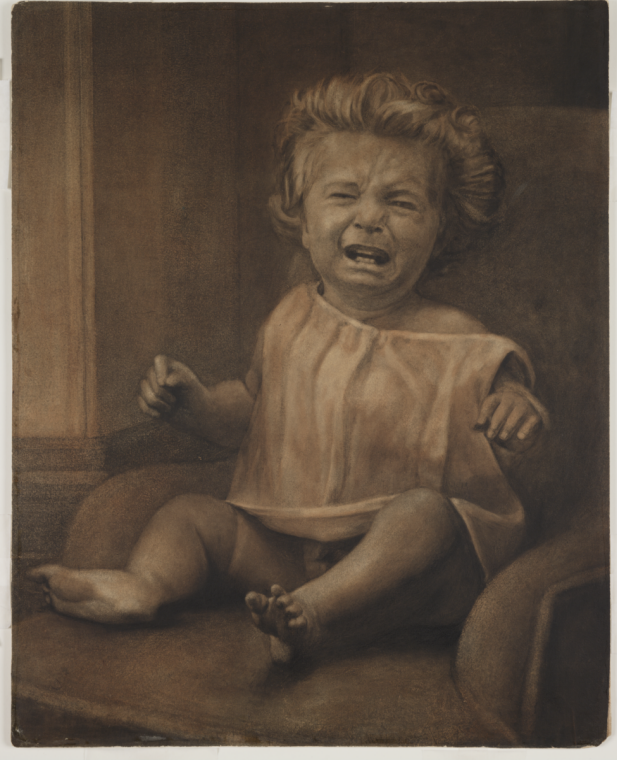
Oscar Gustav Rejlander: Duševní utrpení, plačící dítě, polychromovaná kresba již značně retušované fotografie určená pro Darwinovu knihu Výraz emocí u člověka a u zvířat, 1872
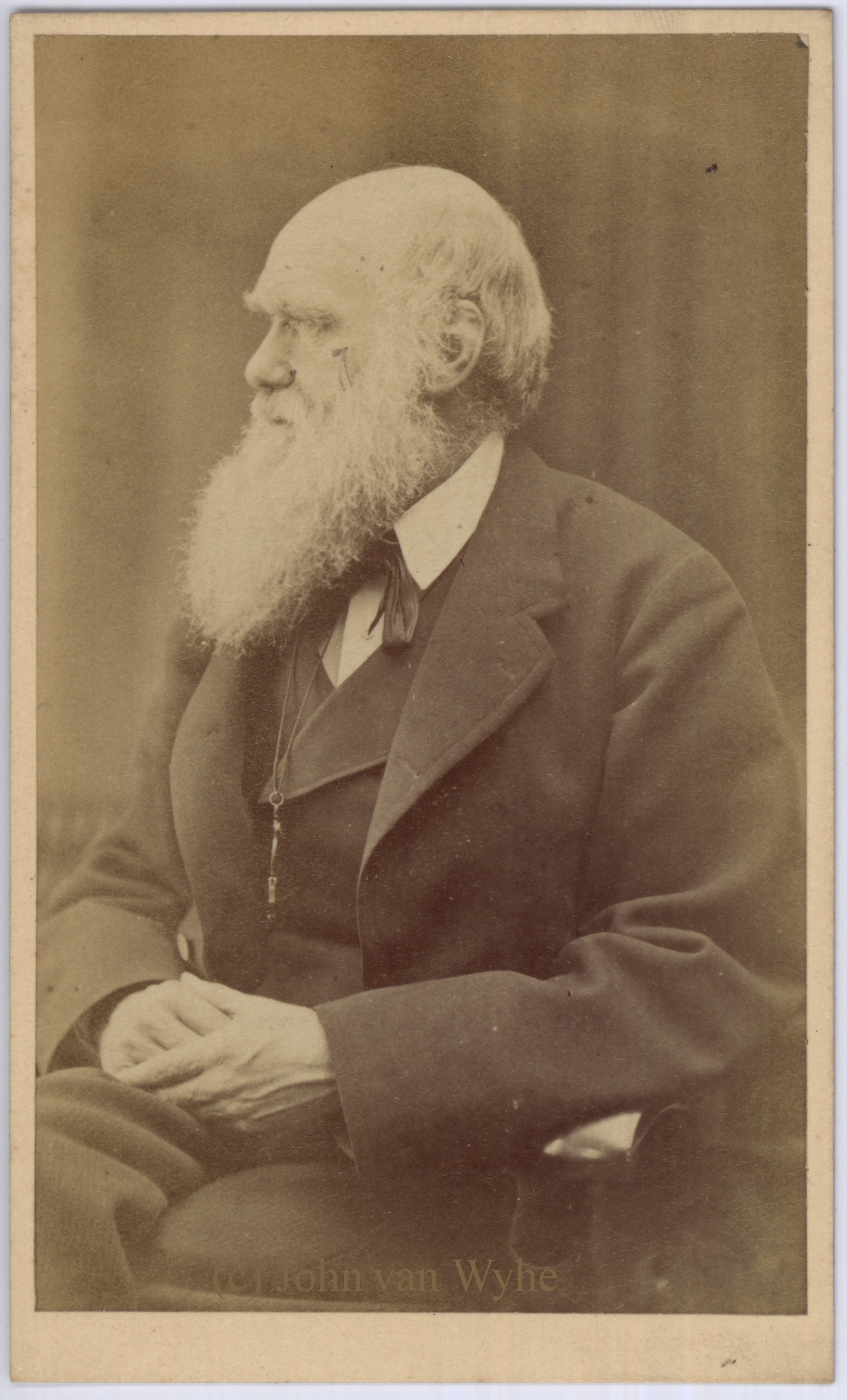
Oscar Gustav Rejlander: Charles Darwin, 1871

## Osobitá tvořivost
Zpočátku se Rejlanderovy fotografie od fotografií jeho kolegů lišily jen málo. V roce 1853 si Rejlander všiml toho, že fotografický portrét je schopen zachytit živý výraz tváře a začal fotografie používat jako studie pro své obrazy. Rejlander a jeho přítel a následovník Henry Peach Robinson se brzy stali zakladateli umělecké fotografie, byli úzce spjati s prerafaelity, sdíleli své myšlenky a často, stejně jako prerafaelité, čerpali inspiraci ze světa obrazů středověké anglické literatury, z děl Williama Shakespeara a Johna Miltona.

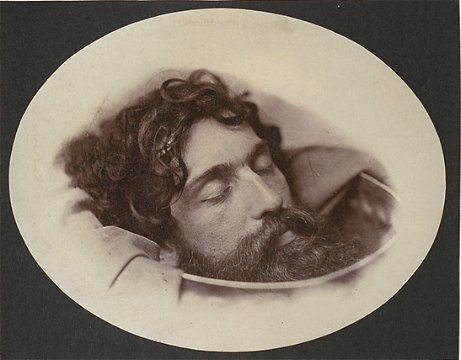
Oscar Gustav Rejlander: Hlava svatého Jana Křtitele na podnosu, kolem roku 1858

Rejlander se zabýval žánrovou, portrétní a erotickou fotografií. Jako modely používal cirkusové dívky, děti bez domova a prostitutky. Byl velmi ovlivněn prací portrétní fotografky Clementiny Hawardenové (byl to on, kdo následně sestavil její oficiální nekrolog). Rejlander začal vytvářet fotografické repliky a variace jednotlivých postav a kompozic z děl malířů minulosti a snažil se vytvořit fotografický ekvivalent malby. Některé z těchto fotografií vystavoval jako umělecká díla (což byla tehdy novinka), některé používal místo skic pro umělecké obrazy. Používal metodu „mokré draperie“, kdy tenkou látku navlhčil a obarvil kávou. Rejlandera zaujala technika vytváření obrazu s více postavami. Primitivnost fotografovy techniky činila tento úkol obtížným procesem. Východisko našel ve spojení a navrstvení několika negativů na sebe, což se stalo počátkem techniky fotografické montáže (poprvé byla taková fotografie vystavena v Londýně v roce 1855).
O Rejlanderově vynalézavosti existuje mnoho příběhů. Podle jednoho z nich si Rejlander pro měření expozice přivedl do studia svou kočku. Pokud se zornice zužovaly do štěrbiny, pak Rejlander použil nejvyšší rychlost závěrky; pokud byly otevřeny trochu více než obvykle, pak to poskytlo další expozici, a pokud byly kočičí zorničky zcela rozšířené, Rejlander odmítl fotografovat a šel se projít. Obecně se má za to, že je praotcem celého žánru fotografie. Do roku 2014 byl Rejlanderův autoportrét, dlouho považovaný za vůbec první selfie, vydražen za 70 000 liber. Tato fotografie byla pořízena v 50. letech 19. století a byla nalezena v albu starých fotografií. Později byla objevena ještě dřívější fotografie pořízená v roce 1839 Robertem Corneliem, ale velký počet Rejlanderových autoportrétů o něm umožňuje hovořit jako o „praotci tohoto žánru“. Další žánr (viktoriánský portrét bez hlavy) vznikl pod silným vlivem úspěšného a jeho současníkům dobře známého obrazu Hlava svatého Jana Křtitele na podnosu. Byl to tisk ze dvou negativů. Fotografie byla datována zhruba mezi roky 1855 a 1860 (pravděpodobně kolem roku 1858) a jedna její verze je v současné době ve sbírce muzea George Eastman House. Tuto fotografii Rejlander koncipoval jako součást větší kompozice, kterou se mu nikdy nepodařilo dokončit. Fotograf Henry Peach Robinson popsal Rejlanderovo úsilí nalezení modelu pro Jana Křtitele:
Rejlander viděl tuto hlavu na bedrech jistého gentlemana ve městě... Je zvláštní, že v tu chvíli neviděl ani tak moderního gentlemana, jako vždy, ale přesně ten obraz, který tato hlava předpokládala. Trvalo několik měsíců, než se umělec odvážil požádat model, aby mu svou hlavu propůjčil... A několik let, než dosáhl souhlasu.

Některé z Rejlanderových fotografií jsou pozoruhodné svou hloubkou pojetí a rafinovaností provedení. Mezi nimi je i fotografie Těžké časy. Je známá ve dvou různých verzích, z nichž jedna je v muzeu fotografie George Eastman House ve Spojených státech (obě verze mají 13,9 × 19,9 centimetrů). Obraz tesaře, jeho spící manželky a dítěte je na něm kombinován s dalším, zobrazujícím výjevem s Marií stojící před ukřižováním Krista. Námětem fotografie jsou duševní muka otce, který není schopen zajistit obživu svým blízkým.
Pózy a gesta postav na inscenovaných fotografiích si Rejlander často půjčoval od starých mistrů, ale interpretace tváří svědčí o seznámení se speciální literaturou. Jedním z inspiračních zdrojů pro fotografa bylo pojednání O metodě vyjadřování vášní francouzského umělce a teoretika umění 17. století Charlese Le Bruna (1667).

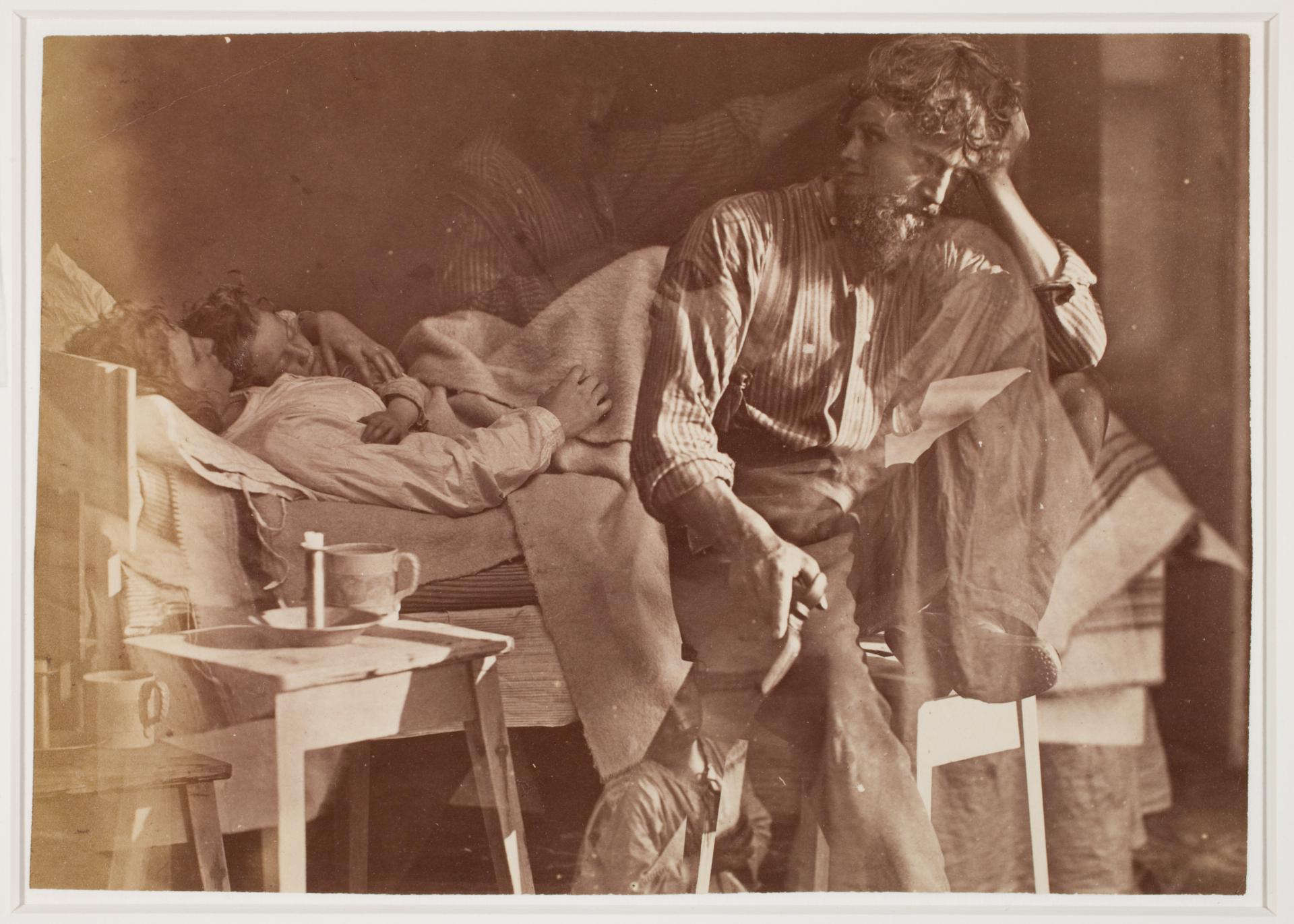
Oscar Gustav Rejlander: Těžké časy, kolem roku 1860
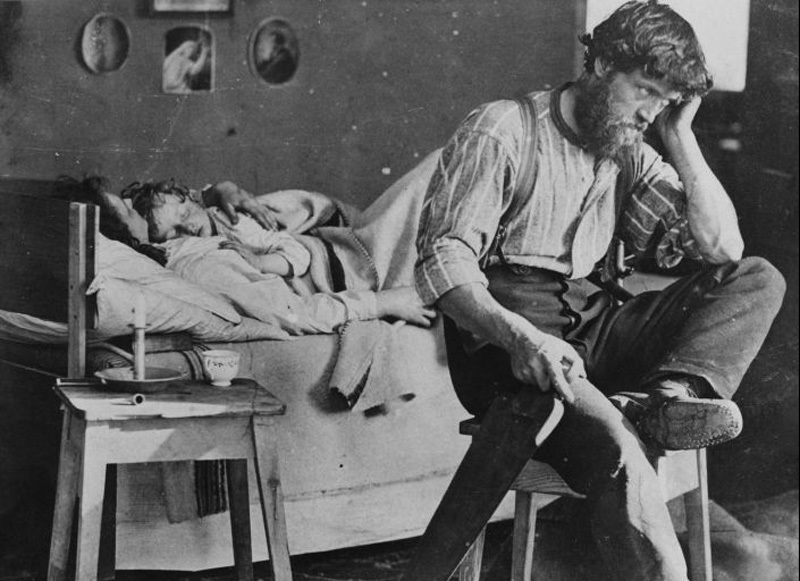
Oscar Gustav Rejlander: Těžké časy (druhá verze), asi 1860
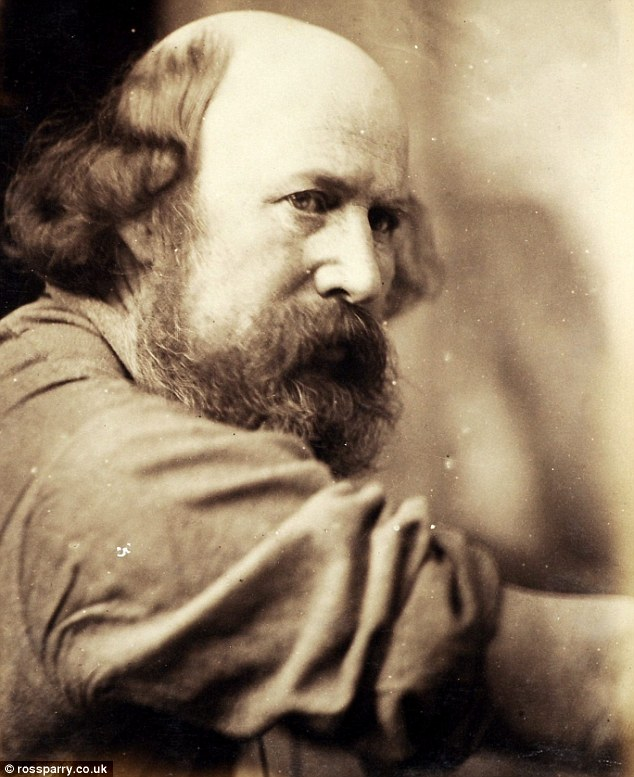
Oscar Gustav Rejlander: Autoportrét, 50. léta 19. století
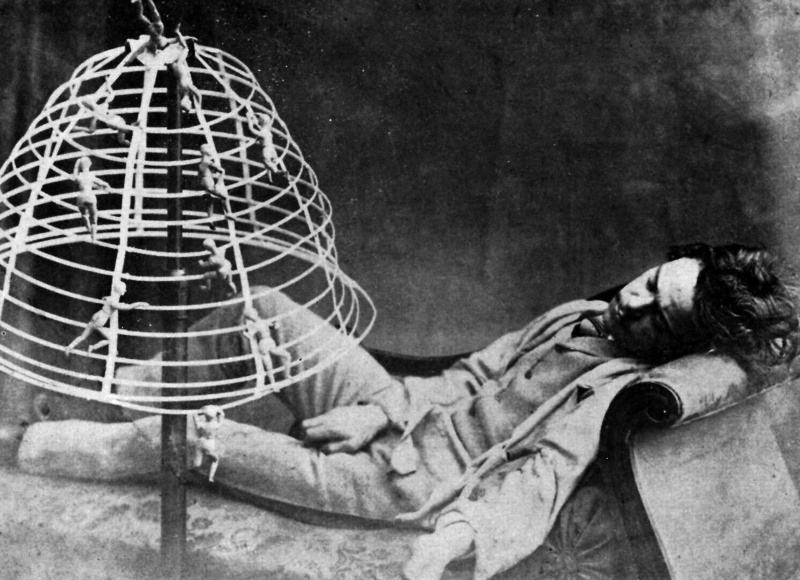
Oscar Gustav Rejlander: Sen, 1860

## Soukromý život

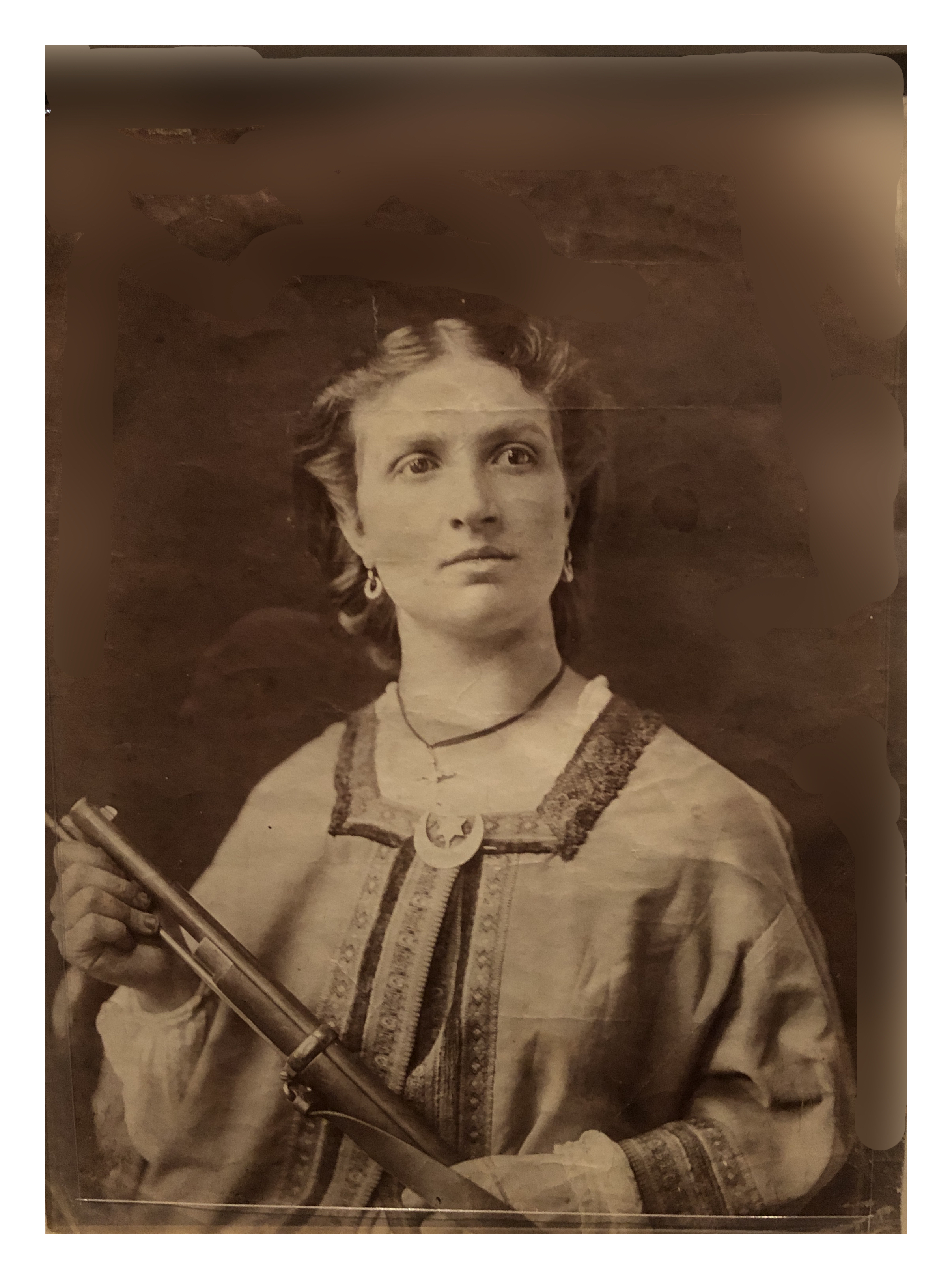
Manželka fotografa Mary Rejlanderová s puškou

V devětačtyřiceti letech se Rejlander v roce 1862 oženil s jednou ze svých modelek, Mary Bullovou. Byla o dvacet čtyři let mladší než Rejlander a pózovala od roku 1853. Od března 1869 bydleli v novém fotografickém ateliéru v nejvyšších dvou patrech domu na poměrně módní londýnské adrese Victoria Street. Kvůli přemrštěným nákladům na údržbu bytu byli manželé nuceni se přestěhovat do malého domku na Wellington Road (Stockwell), který byl daleko od studia.

## Fotografovo dědictví
George Eastman House Museum ve Spojených státech má poměrně rozsáhlou sbírku Rejlanderových děl, ale největší sbírka autorových děl je v National Science and Media Museum v Bradfordu. V roce 2011 uspořádalo Centrum pro současné umění Garáž výstavu jednoho díla – fotografie Dva způsoby života z tohoto muzea, představující dílo mistra Moskvanům.
Další početná sbírka Rejlanderových děl se nachází v Národní portrétní galerii v Londýně, která v listopadu 2015 získala dosud neznámé mistrovské album s velkým množstvím Rejlanderových fotografií. Toto album je pravděpodobně Rejlanderovou osobní sbírkou fotografií, které nebyly určeny k prodeji a publikaci. Další malá sbírka fotografií mistra je ve Victoria and Albert Museum v Londýně. Jednotlivé fotografie a negativy jsou uchovávány v soukromých sbírkách takových významných muzeí, jako je Metropolitní muzeum umění v New Yorku nebo Muzeum Orsay v Paříži.

## Galerie

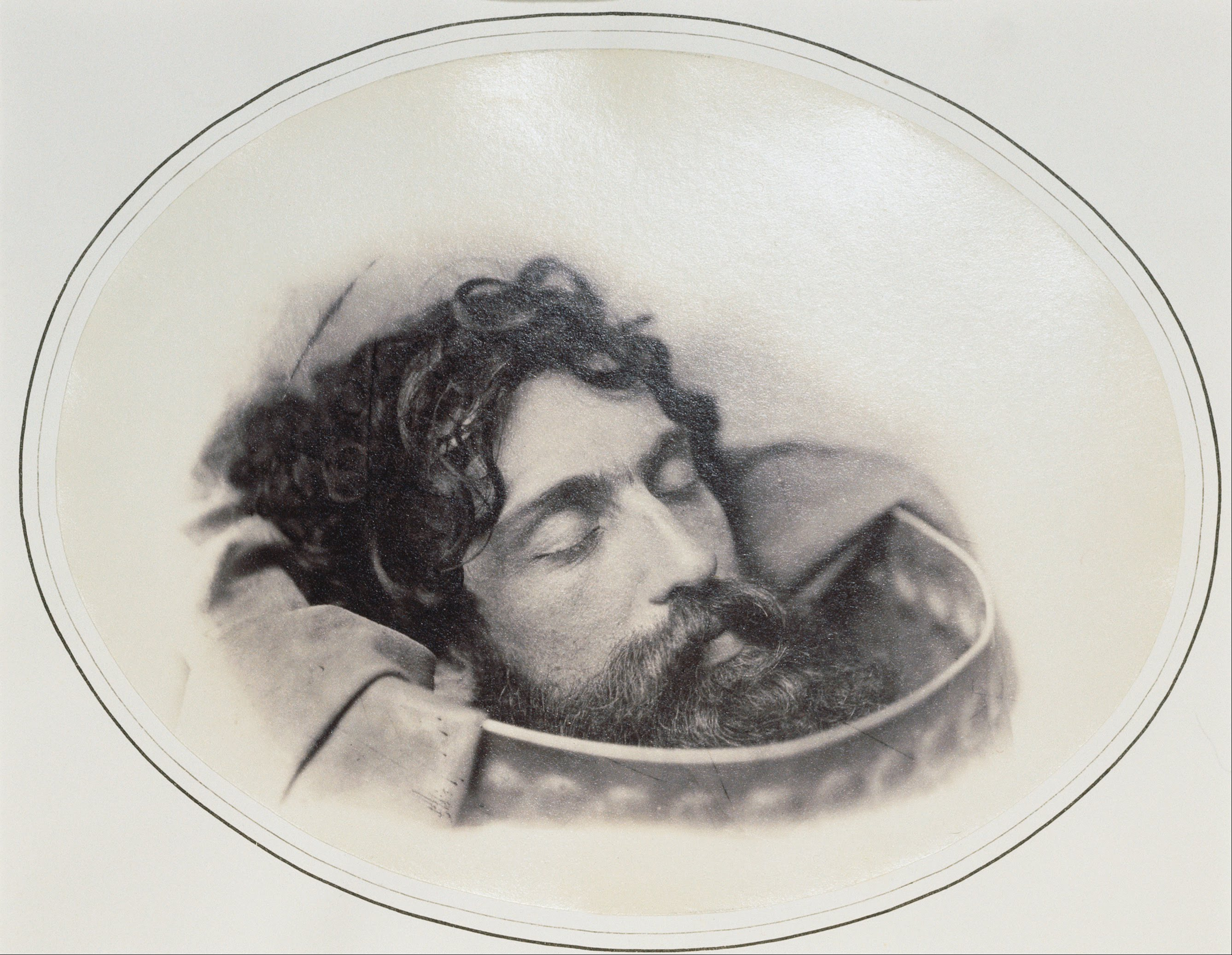
Oscar Gustav Rejlander: Hlava svatého Jana Křtitele na podnosu, 1858
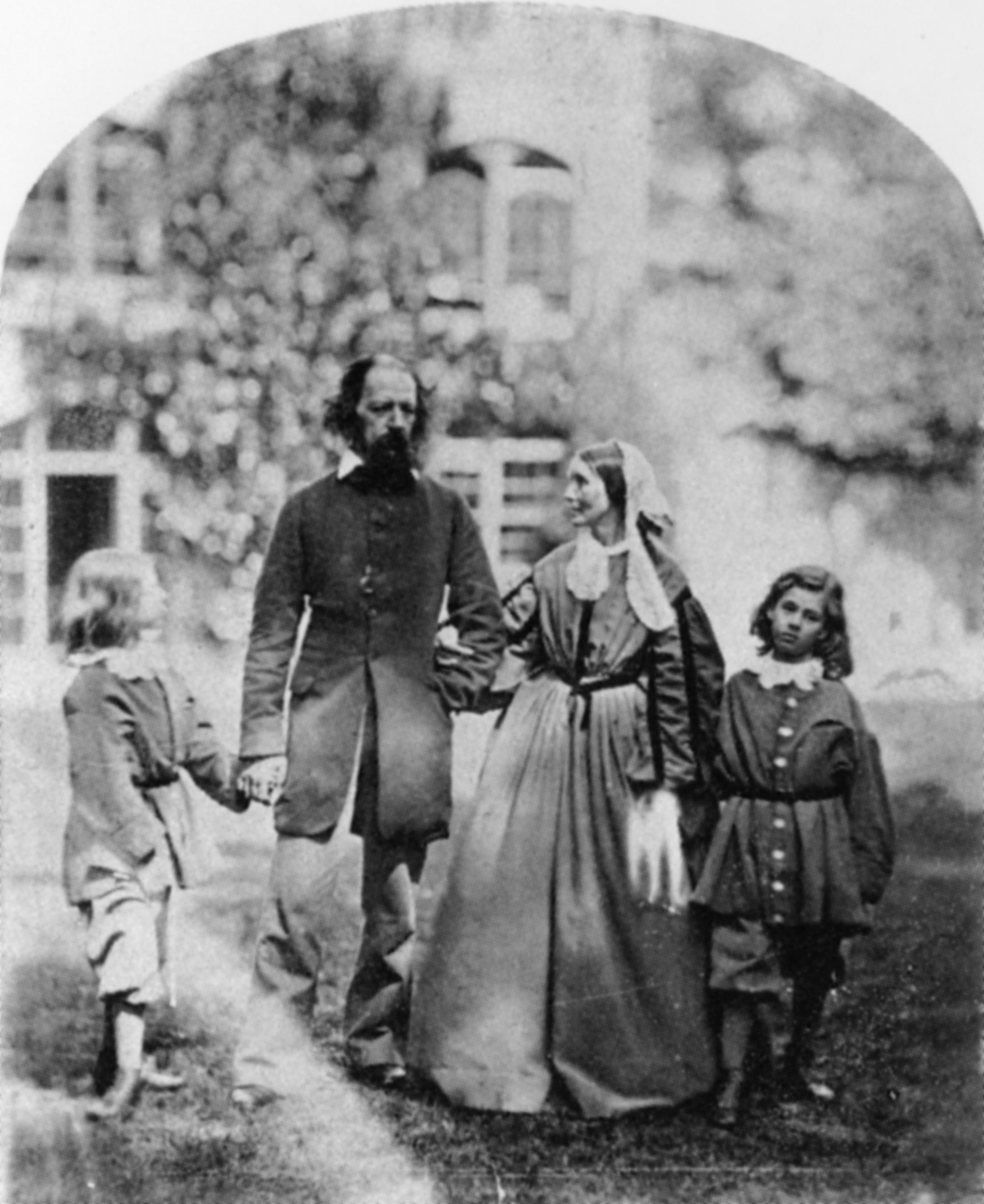
Oscar Gustav Rejlander: Alfred a Emily Tennysonovi se svými dětmi, asi 1862
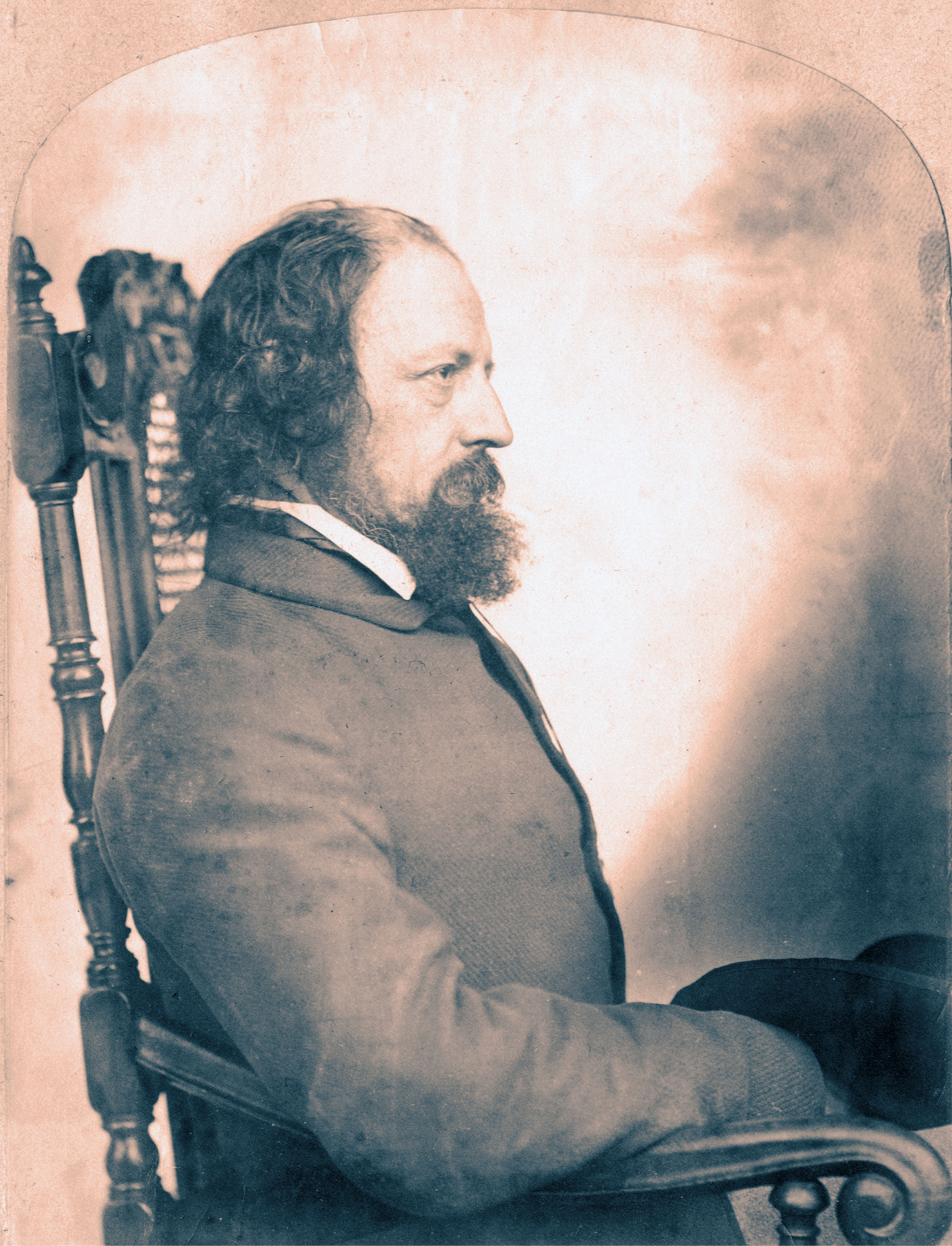
Oscar Gustav Rejlander: Alfred Tennyson, 1863
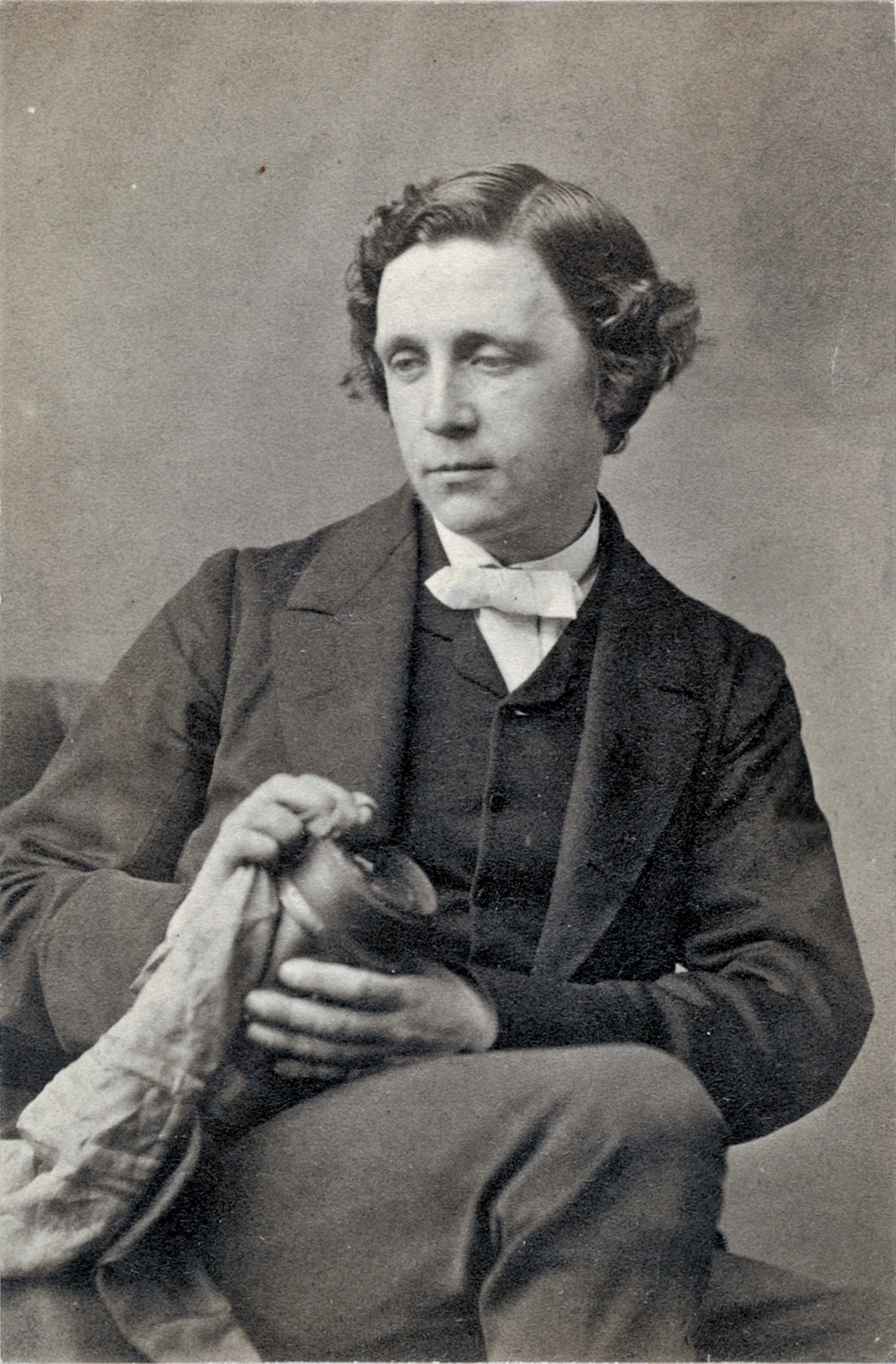
Oscar Gustav Rejlander: Lewis Carroll, 1863
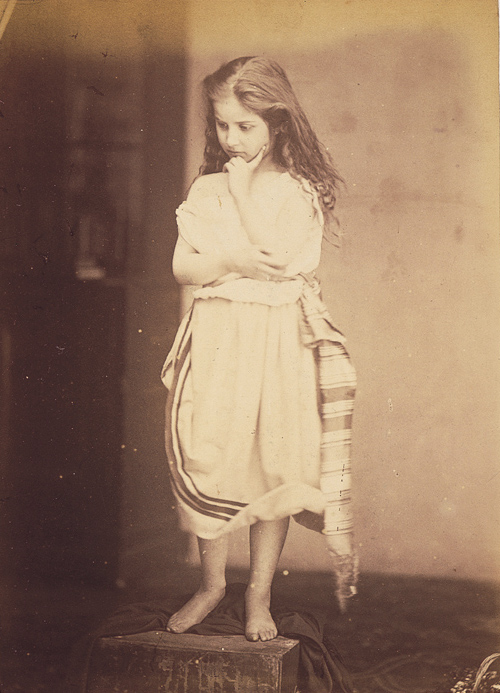
Oscar Gustav Rejlander: Zamyšlená dívka, asi 1860
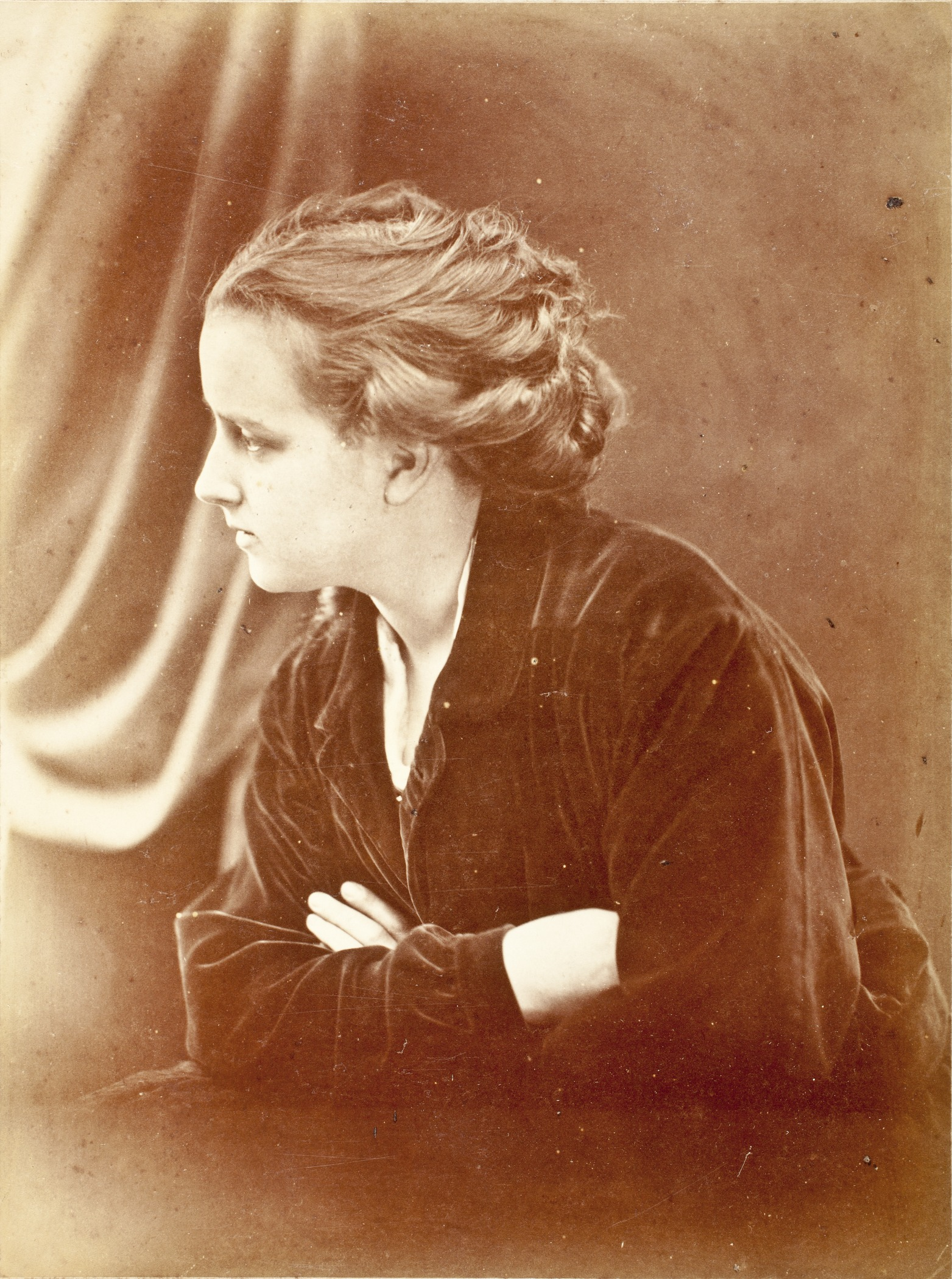
Oscar Gustav Rejlander: Už přichází, 1857
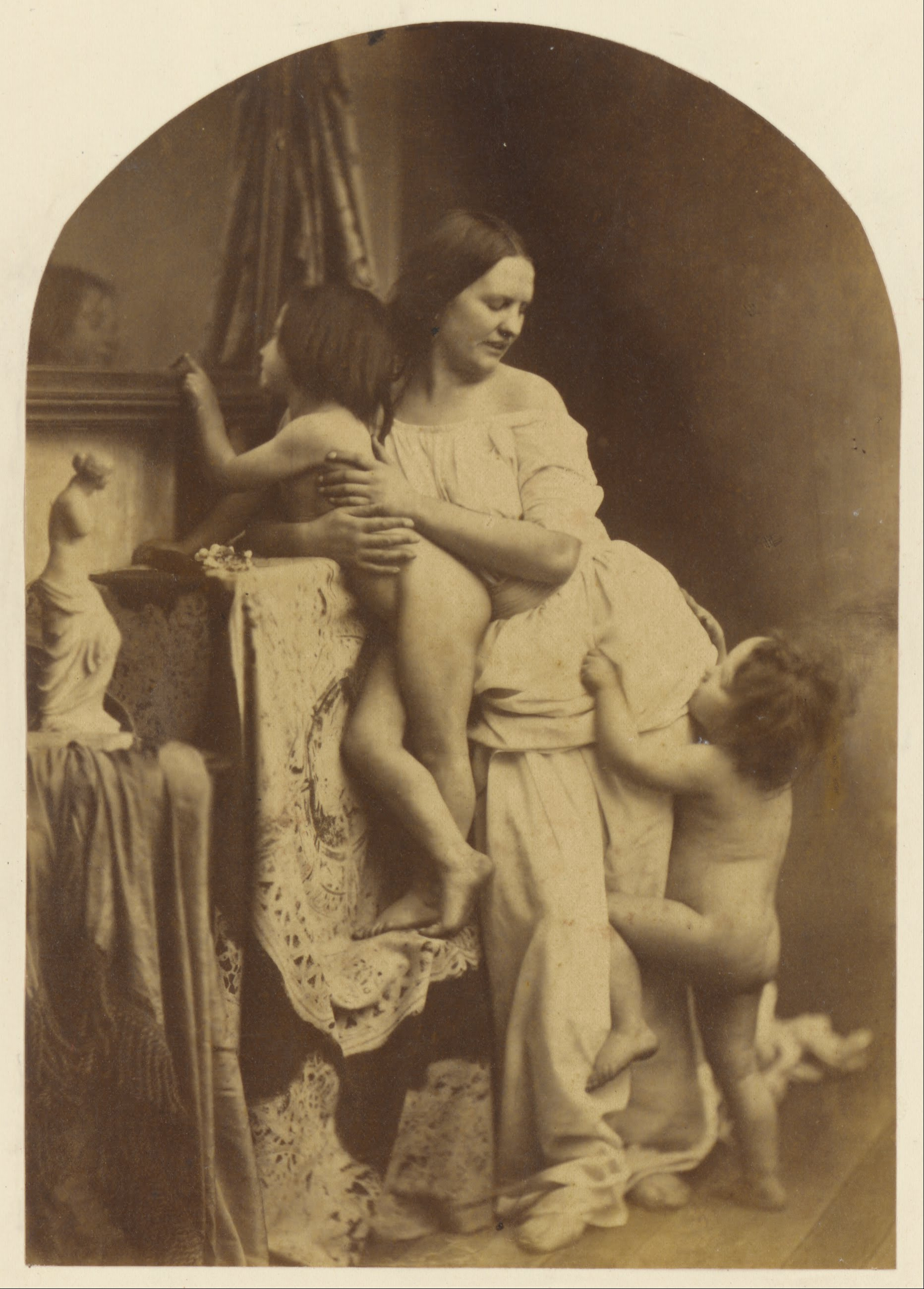
Oscar Gustav Rejlander: Madona a dítě se svatým Janem Křtitelem, asi 1860
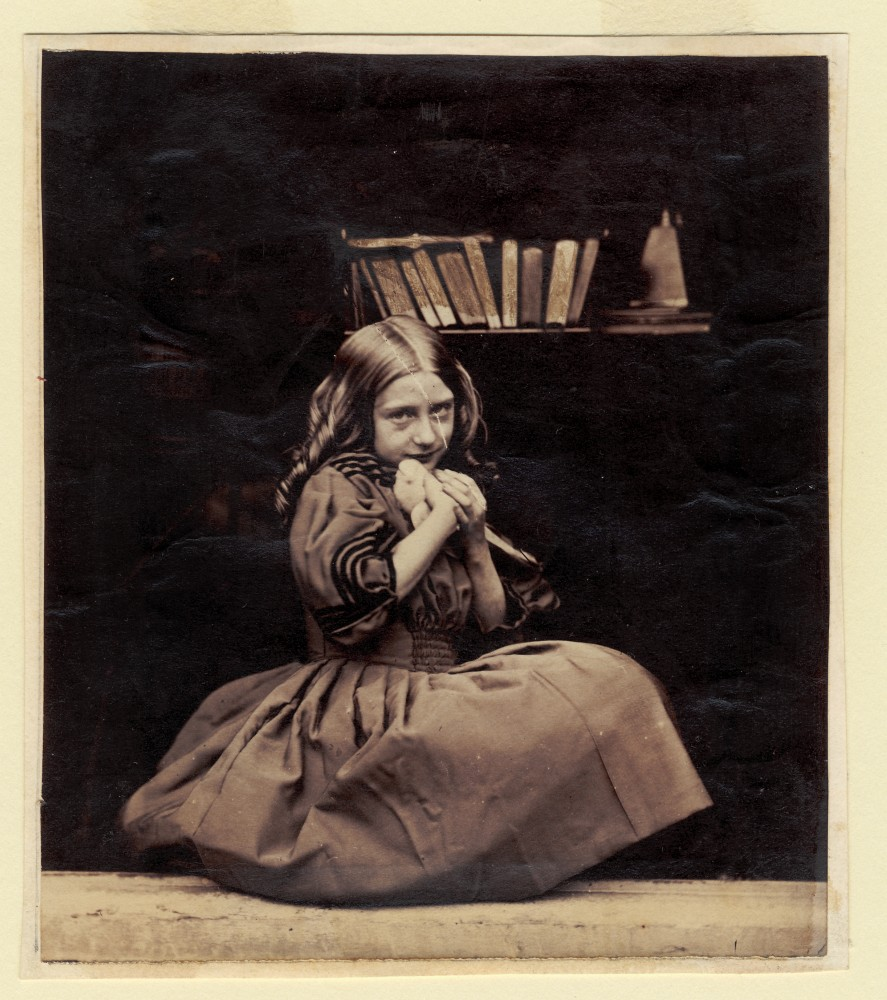
Oscar Gustav Rejlander: Dívka s ptáčkem, asi 1860